# Prinsengracht 625

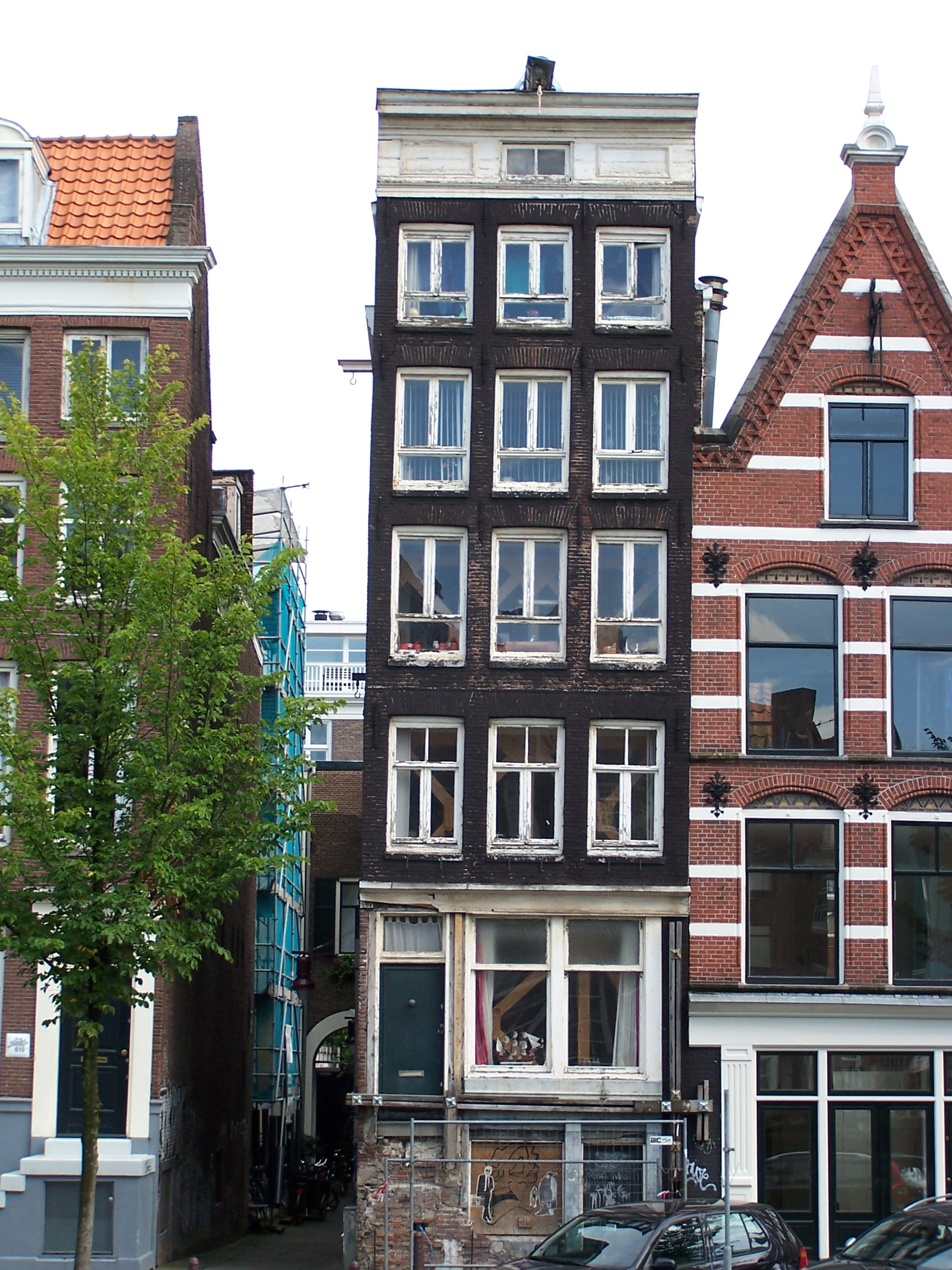
Prinsengracht 625 zonder trap (2011)

Prinsengracht 625 te Amsterdam is een gebouw aan de Prinsengracht in Amsterdam-Centrum.

## Prinsengracht
De Prinsengracht werd in gedeelten aangelegd en volgebouwd in de 17e eeuw. De stad Amsterdam was toen het Singel overgestoken en voordat de Jordaan werd gebouwd, was het de buitengrens van bebouwing. Die historie houdt dan ook in dat de oorspronkelijke bebouwing (grotendeels) is afgebroken dan wel afgebrand om plaats te maken voor nieuwbouw, waarbij soms deze cyclus weer herhaald werd. Huisnummer 625 is gesitueerd aan de oostelijke gevelwand tussen de Runstraat en Leidsegracht.

## Gebouw
Het gebouw werd op 8 september 1970 opgenomen in het rijksmonumentenregister (4362). Het heeft daar deze omschrijving: 
 Pand uit de 18e eeuw onder een rechte lijst uit de 19e eeuw
Het gebouw begint met een souterrain, dat hier wel relatief hoog boven het maaiveld uitsteekt en een eigen toegang heeft. Voor dat souterrain voert een trap naar het bordes voor de toegangsdeur voor beletage en andere verdiepingen. Voor die deur ligt nog een extra trapje. Er zijn drie volledige etages. Daarboven bevindt zich nog een lagere verdieping die deels onder de kap ligt; het geheel sluit af met een zolderruimte onder de kap. De hijsbalk wordt ondersteund door de horizontale daklijst, die verhult dat daarachter een puntdak is gemonteerd. Een foto uit 2011 laat zien dat het bordestrapje vermoedelijk niet origineel meer is. Rond dat jaar vond een grondige renovatie binnen het monumentenkader plaats waarbij de originele trap werd (al was) weggebroken en werd teruggeplaatst of vervangen. 
Het buurpand Prinsengracht 615 is ook een rijksmonument. Tussenliggende huisnummers aan de Prinsengracht liggen aan de Klaverbladsgang.  Het achter huisnummer 625 liggende 623 is ook een rijksmonument (4361). Het volgende monument richting Leidsegracht bevindt zich op nummer Prinsengracht 655. Tussen 625 en 655 bevinden zich panden die of te veel verbouwd zijn of te onopvallend zijn of te nieuw zijn voor de monumentstatus. Zo bevindt zich op de huisnummer 647-651 een complex van Ben Loerakker uit 1971.